# Diego Pablo Simeone González
Diego Pablo Simeone González (Buenos Aires, Argentina, 28 d'abril de 1970), també conegut com a Cholo Simeone, és un futbolista retirat i entrenador de futbol argentí, amb nacionalitat espanyola des de 1996 i que des del 2011 entrena l'Atlètic de Madrid.

## Trajectòria com a jugador
La seva carrera futbolística va començar en les categories inferiors del Club Atlético Vélez Sársfield, on va jugar fins a 1987, any en el qual va passar a formar part de l'equip professional. El seu debut en la Primera divisió es va produir el 13 de setembre de 1987 en el partit Gimnásia LP 2 - 1 Club Atlético Vélez Sársfield. El seu primer gol el va aconseguir el 12 d'octubre de 1987 en el partit Vélez 1 - 2 Deportivo Español (1-2 als 4 minuts del segon temps).
El 1989 se'n va anar a Europa per a jugar en el modest Pisa Calcio. En aquest equip va romandre tres temporades. El 1992 va fitxar pel Sevilla Futbol Club. El seu debut en la Primera divisió de la lliga espanyola de futbol es va produir el 6 de setembre de 1992 en el partit Albacete Balompié 3 - 4 Sevilla. Amb aquest equip va jugar dues temporades sota les ordres de Carlos Bilardo i va coincidir amb el breu pas de Diego Maradona per l'entitat andalusa.
El 1994 va fitxar per l'Atlètic de Madrid per tres anys i va esdevenir un dels capitans de l'equip i ídol de l'afició. La seva millor temporada va ser la 95-96, ja que va aconseguir la (Lliga i la Copa del Rei). El 1995 va néixer el seu primer fill, Giovani.
El 1997 va tornar a Itàlia per a jugar en l'Inter de Milà. Allí va aconseguir proclamar-se campió de la Copa de la UEFA. Més tard va fitxar pel SS Lazio, equip en el qual va aconseguir quatre títols: una Lliga Italiana, una Copa d'Itàlia, una Supercopa d'Itàlia i una Supercopa d'Europa. El 2003 va tornar a l'Atlètic de Madrid, on va romandre dues temporades més jugant com líder. Simeone va disputar un total de 197 partits en la Primera divisió de la lliga espanyola.
L'any 2005 va tornar a l'Argentina per a jugar en el Racing Club de Avellaneda -del qual es va declarar fanàtic- i es va retirar del futbol professional el 2006.

## Trajectòria com a entrenador
El seu debut com a entrenador va ser en Racing Club de Avellaneda en 2006, immediatament després de retirar-se com futbolista. En aquest club va haver de fer-se càrrec d'un equip que va remuntar una crítica situació amb successives victòries. No obstant això, els dirigents del club no li van donar continuïtat i va marxar.
En la seva segona experiència com a entrenador, al capdavant d'Estudiantes de La Plata, va assolir el Torneig Apertura 2006. A dues jornades de finalitzar el campionat, Boca Juniors en duia quatre punts d'avantatge, i al final. van quedar empatats en el primer lloc de la taula de posicions i van jugar un desempat, el dimecres 13 de desembre de 2006 en l'estadi de Vélez Sársfield. Allí, el conjunt platense va guanyar 2-1 i així va finalitzar una sequera de 23 anys sense títols nacionals.
El 7 de desembre de 2007, Simeone va decidir abandonar la direcció tècnica del club sense donar explicacions i sense que el seu contracte amb el club hagués acabat (vigent fins a mitjans de 2008). El 15 de desembre va assumir com a director tècnic de River Plate i surt campió amb aquest del Torneig Clausura 2008. Finalment va anunciar el seu acomiadament de River el 7 de novembre, quan l'equip va ser eliminat de la Copa Sud-americana a les mans del mexicà Club Deportivo Guadalajara i quan marxava últim en el torneig Obertura 2008. Simeone va anunciar que en la jornada següent (la 14a del campionat argentí) deixaria de ser el tècnic de l'equip.
El 23 de desembre de 2011 fitxa per l'Atlètic de Madrid substituint Gregorio Manzano. La mateixa temporada del seu fitxatge, guanya la UEFA Europa League derrotant a la final l'Athletic Club de Bilbao per 3 a 0 amb gols de Radamel Falcao (2) i Diego. Després de guanyar la UEFA Europa League Simeone va entrar a la història del futbol en ser el primer entrenador argentí en guanyar la UEFA Europa League. El 31 d'agost de 2012 dirigí el seu equip en el partit que decidia la Supercopa d'Europa 2012, contra el Chelsea FC a Mònaco, i que l'Atlético de Madrid guanyà per 4 a 1, amb tres gols de Falcao.
El 2013, en vista dels seus èxits, va renovar amb l'Atlético de Madrid fins al 2017.

## Internacional
Ha estat internacional amb la selecció de futbol de l'Argentina entre els anys 1988 i 2002, amb 106 presències i 11 gols. El seu debut com internacional va ser el 14 de juliol de 1988 en un partit contra Austràlia, que va derrotar per 4-1 al seleccionat argentí.
Amb la seva selecció ha guanyat 2 Copes Amèrica, una Copa Confederacions i una Medalla de plata en els Jocs Olímpics d'Atlanta 96. Simeone ha participat en tres ocasions de la Copa Mundial de Futbol, (1994, 1998 i 2002), jugant en total 11 partits sense marcar gols.
| Club                      | Any       |
| ------------------------- | --------- |
| Atlètic de Madrid         | 2011      |
| Racing Club de Avellaneda | 2006      |
| Estudiantes de La Plata   | 2006-2007 |
| River Plate               | 2008      |
| San Lorenzo               | 2008      |

## Títols
Com a jugador
| Títol                                                | Club               | Any  |
| ---------------------------------------------------- | ------------------ | ---- |
| Lliga espanyola                                      | Atlètic de Madrid  | 1996 |
| Copa del Rei                                         | Atlètic de Madrid  | 1996 |
| Lliga Italiana                                       | Lazio              | 2000 |
| Copa d'Itàlia                                        | Lazio              | 2000 |
| Supercopa d'Itàlia                                   | Lazio              | 2000 |
| Copa Amèrica                                         | Selecció Argentina | 1991 |
| Copa Confederacions                                  | Selecció Argentina | 1992 |
| Copa Amèrica                                         | Selecció Argentina | 1993 |
| Copa Artemio Franchi                                 | Selecció Argentina | 1993 |
| Medalla d'argent en els Jocs Olímpics d'Atlanta 1996 | Selecció Argentina | 1996 |
| Copa de la UEFA                                      | Inter de Milà      | 1998 |
| Supercopa d'Europa                                   | Lazio              | 1999 |

Com a entrenador
| Títol               | Club                    | Any  |
| ------------------- | ----------------------- | ---- |
| Torneig Apertura    | Estudiantes de La Plata | 2006 |
| Torneig Clausura    | River Plate             | 2008 |
| UEFA Europa League  | Atlètic de Madrid       | 2012 |
| Supercopa d'Europa  | Atlètic de Madrid       | 2012 |
| Copa del Rei        | Atlètic de Madrid       | 2013 |
| Lliga espanyola     | Atlètic de Madrid       | 2014 |
| Supercopa d'Espanya | Atlètic de Madrid       | 2014 |
| UEFA Europa League  | Atlètic de Madrid       | 2018 |
| Supercopa d'Europa  | Atlètic de Madrid       | 2018 |
| Lliga espanyola     | Atlètic de Madrid       | 2021 |